# Саратовська консерваторія

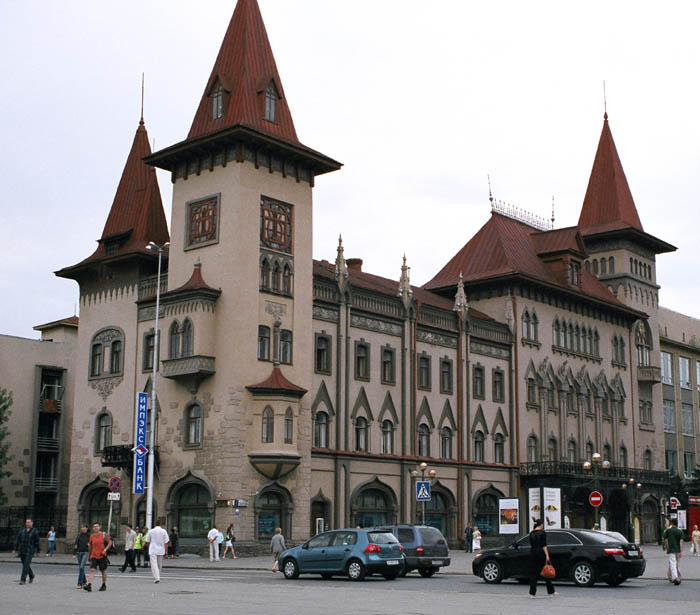
Саратовська консерваторія

Саратовська державна консерваторія імені Л. В. Собінова (рос. Саратовская государственная консерватория имени Л. В. Собинова) — вищий музичний навчальний заклад, один з найстаріших в Росії музичних вузів, заснована в 1912 році на базі музичного училища. Третя за рахунком в країні та перша в провінції.

## Історія
Перша назва — Саратовська Імператорського Російського музичного товариства Олексіївська консерваторія (названа так на честь спадкоємця престолу — царевича Олексія). У 1918 році консерваторія була націоналізована і отримала назву «державна консерваторія». У 1935 році Саратовської консерваторії було присвоєно ім'я Л. В. Собінова.
Восени 1985 року Великий зал консерваторії прикрасив орган німецької фірми «Зауер».
Будівля консерваторії було зведено в 1902 році архітектором Олександром Юлійовичем Ягном. Спочатку в ньому розташовувалося музичне училище. Проте вже в 1912 році будівлю було ґрунтовно реконструйовано видатним архітектором Семеном Акимовичем Каллістратова для розміщення в ньому консерваторії. Після цього Саратовська консерваторія набула сучасного вигляду.

## Викладацький склад

### Керівники
- Екснер Станіслав Каспарович (1912—1914)
- Сливинський Йосип Іванович (1914—1916)
- Конюс Георгій Едуардович (1917—1919)

## Факультети
- Теоретико-виконавський
- Виконавський
- Театральний факультет

## Репутація
У 2022 ректор Саратовської консерваторії О. Занорін став одним із підписантів листа на підтримку війни проти України, що викликав осуд світового співтовариства.  